# A Nightmare on Elm Street 4: The Dream Master
A Nightmare on Elm Street 4: The Dream Master (Brasil: A Hora do Pesadelo: O Mestre dos Sonhos / Portugal: Pesadelo em Elm Street 4) é o quarto filme da série A Nightmare on Elm Street. Dirigido por Renny Harlin.

## Sinopse
Os sobreviventes da chacina anterior: Kristen, Kincaid e Joey vivem suas vidas tranquilamente e cursam a universidade, mas Freddy retorna e após matar todas as crianças de Elm Street precisa de mais vítimas, e escolhe Alice, a irmã do namorado de Kristen, que possui o poder de capturar os poderes de quem morre, para trazer os novos jovens até ele. Cabe somente a ela, impedir que uma grande tragédia aconteça. 

## Elenco
- Robert Englund.... Freddy Krueger
- Tuesday Knight.... Kristen Parker
- Ken Sagoes.... Kincaid
- Rodney Eastman.... Joey Crusel
- Lisa Wilcox.... Alice Johnson
- Andras Jones.... Rick Johnson
- Toy Newkirk.... Sheila Kopecky
- Brooke Theiss.... Debbie Stevens
- Danny Hassel.... Dan Jordan